# Trinodinae
Trinodinae là một phân họ bọ cánh cứng.